# Права интерсекс-людей в Мексике
Права интерсекс-людей в Мексике нарушаются по ряду показателей. В Мексике нет никаких явных законов регулирующих права интерсекс-людей, нет защиты от несогласованных косметических медицинских вмешательств в отношении интерсекс-детей и нет законодательной защиты от дискриминации. Интерсексы могут испытывать трудности в получении необходимой медицинской помощи.

## История
В 2018 году латиноамериканские и карибские интерсекс-активисты опубликовали заявление Сан-Хосе-де-Коста-Рика, определяющее местные требования по вопросам интерсекс-людей.

Юридический запрет на медицинские вмешательства в тела интерсекс-людей без их добровольного согласия.
Нормативное приостановка не согласованных медицинских вмешательств

## Физическая неприкосновенность
Правозащитная организация, занимающаяся правами интерсекс-людей, Brújula Intersexual призывает к возможности самоопределения интерсекс-людей. Организация задокументировала ситуации в области здравоохранения и прав человека, с которой сталкиваются интерсексы в Мексике и в латиноамериканском регионе, в том числе социальные табу, непонимание, ненужную медикализацию и дискриминацию. Рикардо Барух (англ. Ricardo Baruch), пишущий в Animal Politico и цитирующий Лауру Интер (англ. Laura Inter), говорит, что интерсекс-тематика постоянно остается вне обсуждения или политики, потому что непонята, даже при том, что это биологическая ситуация.
В марте 2017 года представитель Brújula Intersexual дал показания Межамериканской комиссии по правам человека о ситуации с нарушением правам человека, с которыми сталкиваются интерсексы в Латинской Америке.
В июле 2018 года Комитет ООН по ликвидации дискриминации в отношении женщин опубликовал заключительные замечания о вредных практиках, рекомендовав, Мексике «запретить проведение ненужных хирургических или других медицинских вмешательств для интерсекс-детей» до тех пор, пока они не дадут согласие. Комитет также призвал предоставлять консультации и поддержку семьям.

Защита прав интерсексов
Защита ряда прав интерсексов
Защита прав интерсексов в ещё более узкой выборке характеристик

## Защита от дискриминации
Brújula Intersexual обнаружила, что немногие врачи обучены и проинструктированы по вопросам интерсексов, что приводит к тенденции рекомендовать операции на половых органах или гормональное лечение, чтобы создать «нормальность» даже в тех случаях, когда людям не проводили таких медицинских вмешательств в детстве. У организации есть задокументированные случаи проблем с медицинскими осмотрами и лечением в результате таких практик.

## Документы удостоверяющие личность
Лаура Интер из Brújula Intersexual и Ева Алькантара из UAM Xochimilco привели аргументы о том, что наиболее насущными проблемами, с которыми сталкиваются интерсексы, является лечение с целью навязывания бинарного пола, а не существование самого бинарного пола. Лаура Интер представила общество, в котором половые или гендерные классификации исключены из свидетельств о рождении и других официальных документов, удостоверяющих личность, а Brújula Intersexual призвали к праву на юридические документы без каких-либо обязательств по указанию пола в соответствие с Джокьякартскими принципами.

## Список литературы
- Comisión Interamericana de Derechos Humanos (Inter-American Commission on Human Rights) (Ноябрь 2015), Violencia contra Personas Lesbianas, Gays, Bisexuales, Trans e Intersex en América Архивная копия от 7 января 2016 на Wayback Machine
- Alcántara, Eva; Inter, Laura (March 2015). Intersexualidad y derechos humanos Архивная копия от 19 июля 2017 на Wayback Machine. Dfensor. Inter-American Court of Human Rights: 28–32.
- Inter, Laura (2015). Finding My Compass. Narrative Inquiry in Bioethics. 5 (2): 95–98.
- Кабрал, Мауро, (Февраль 2009). Interdicciones: Escrituras de la intersexualidad en castellano. Кордоба, Аргентина: Mulabi. ISBN 978-987-05-5898-9.

## Внешние ссылки
- Brújula Intersexual Архивная копия от 3 апреля 2019 на Wayback Machine